# Laraki
Laraki – marokańskie przedsiębiorstwo produkujące samochody sportowe i luksusowe jachty, mające swoją siedzibę w Casablance.

## Historia
Przedsiębiorstwo Laraki zostało założone w roku 1999 przez Abdeslama Laraki, który początkowo projektował luksusowe jachty. Pierwszy samochód jaki zaprezentowano podczas wystawy motoryzacyjnej w Genewie to model Fulgura, który został zbudowany na bazie Lamborghini Diablo z 1991 roku. W 2005 r. na tej samej wystawie został pokazany kolejny model – Laraki Borac.

### Modele
- Laraki Borac
- Laraki Fulgura
- Laraki Epitome

## Galeria

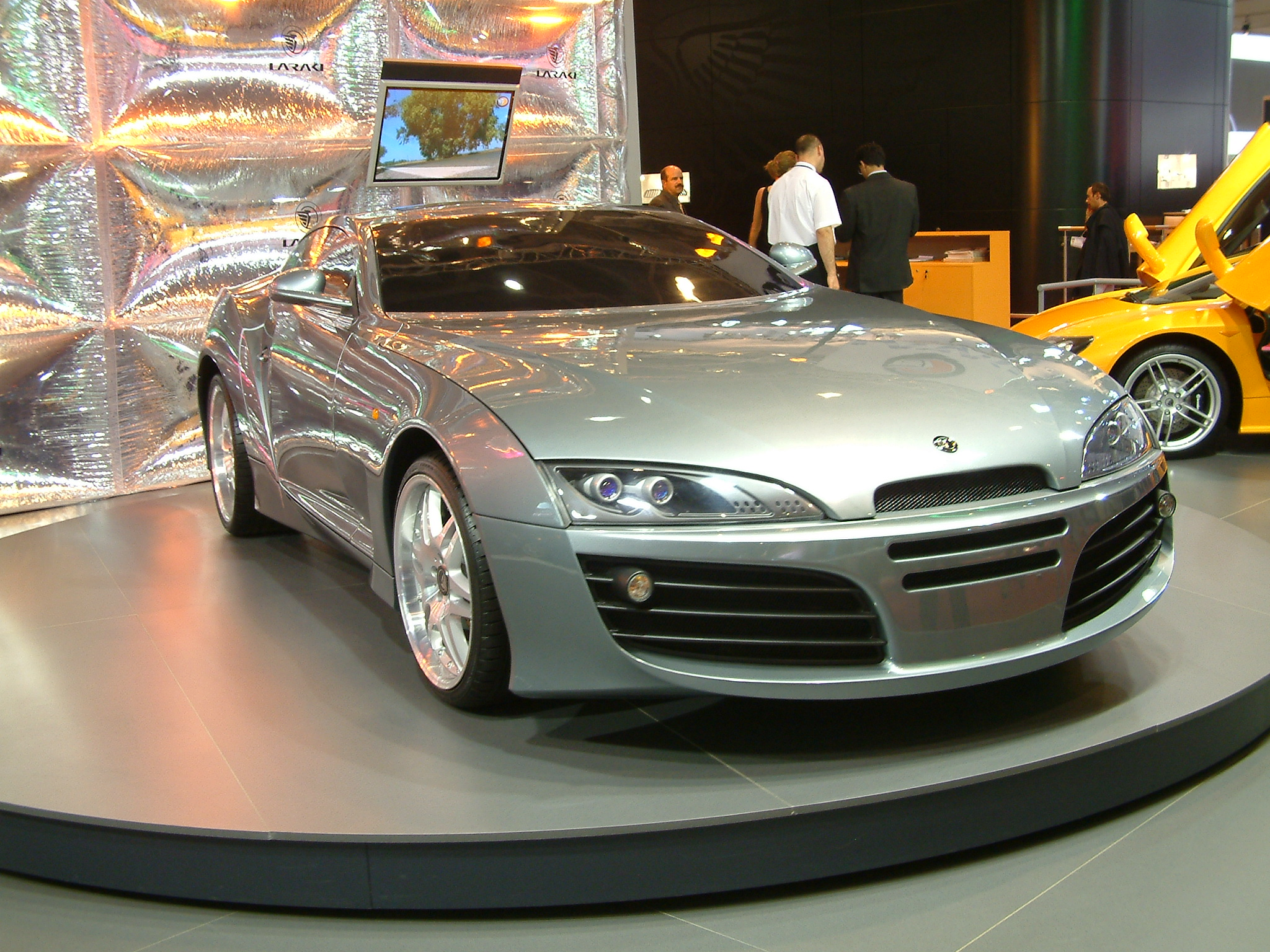
Laraki Borac